# 红胸八色鸫
红胸八色鸫（学名：Erythropitta erythrogaster），是八色鸫科红胸八色鸫属的一种，分布于印度尼西亚、巴布亚新几内亚、菲律宾和澳大利亚。全球活动范围约为1,250,000平方千米。该物种的保护状况被评为无危。
红胸八色鸫的平均体重约为74.0克。栖息地包括亚热带或热带的（低地）湿润疏灌丛、亚热带或热带的湿润低地林、种植园、亚热带或热带严重退化的前森林、河流、溪流和亚热带或热带的湿润山地林。